# مسجد بيت الرحيم (اولي لوي)
مسجد بيت الرحيم  (بالاندونيسية: Masjid Baiturrahim Ulee Lheue) هو واحد من المساجد التاريخية في إقليم آتشيه بإندونيسيا، يقع المسجد في أولي لوي جنوب ميروكسا في مدينة باندا اتشيه، يعد المسجد أحد إرث السلاطين في القرن السابع عشر الميلادية، في عام 1873 عندما أحرق الهولنديون مسجد عبد الرحمن، أجبر جميع المصلين لأداء صلاة الجمعة في مسجد أولي لوي، ومنذ ذلك الحين أصبح اسمه إلى مسجد بيت الرحمن .

## التاريخ
منذ إنشاء المسجد وحتى الآن خضع المسجد بعدة تجديدات، بني المسجد في الأصل من الخشب وبعض الأشياء البسيطة التي تقع بالقرب من الموقع الحالي للمسجد، ولأنه مصنوع من الخشب فان بناء المسجد لم يدم طويلا وتم هدمه، وفي عام 1922 تم بناء المسجد من مواد دائمة من قبل الحكومة الهولندية مع الطراز المعماري الأوروبي، ولكن هذا المسجد لا يستخدم الحديد أو الدعم المادي ولكن بني فقط من الطوب .
بناء على السجلات التاريخية في عام 1983 ضرب باندا آتشيه زلزال مدمر وانهارت قبة المسجد، ثم اجتمع السكان المحليين وأتموا إعادة بناء المسجد ولكن لم يتم بناء القبة وتم بناء السقف فقط، بعد عشر سنوات أجريت تجديدات واسعة النطاق للمسجد، ولم يتبقى سوى المبنى الأصلي في الجزء الأمامي من بعد وقوع زلزال 1983 وباقي 60 في المائة من المسجد أصبح عبارة عن مبنى جديد .
في السادس والعشرين من شهر ديسمبر عام 2004 توجه الزلزال وأمواج تسونامي إلى مبني المسجد، ولكن الزلزال لم يصب المسجد ولكن حطم كل المباني حول المسجد والمبنى الوحيد المتبقي والناجي هم مسجد بيت الرحيم، حالة المسجد المصنوعة من الطوب ساعدت في بقاء المسجد صامدا اما الزلزال, ولم يكسر سوى حوالي عشرين في المئة فقط من المبنى.